# Unità nazionale
Per unità nazionale s'intende la condizione mediante la quale la parte preponderante di una nazione è soggetta alla sovranità di un unico Stato.
Può, per ragioni storiche, non sussistere per lunghi periodi di tempo, essere momentaneamente spezzata a causa di guerre civili (come la Spagna durante la guerra civile del 1936-1939 o l'Italia tra il 1943 e il 1945) oppure di occupazioni militari di porzioni rilevanti del territorio statale da parte di eserciti stranieri (come la Francia tra il 1940 e il 1945).
La storia offre esempi di nazioni separate in due entità statuali reciprocamente indipendenti, con entrambe che si proclamano legittime rappresentanti dello stesso popolo. È il caso della Germania, fino al 3 ottobre 1990 divisa nella Repubblica Federale di Germania (Germania Ovest) e nella Repubblica Democratica Tedesca (Germania Est). Questa divisione si è risolta con lo scioglimento della Repubblica Democratica e l'unione dei suoi neoricostituiti Länder alla Repubblica Federale.
Un'altra divisione ancora operante - questa volta sull'asse Nord-Sud - è quella fra la Repubblica Democratica Popolare di Corea (Nord) e la Repubblica di Corea (Sud).